# Atherinella schultzi
Atherinella schultzi is een straalvinnige vissensoort uit de familie van koornaarvissen (Atherinopsidae). De wetenschappelijke naam van de soort is voor het eerst geldig gepubliceerd in 1952 door Alvarez & Carranza.